# العلاقات البوليفية السلوفاكية
العلاقات البوليفية السلوفاكية هي العلاقات الثنائية التي تجمع بين بوليفيا وسلوفاكيا.

## مقارنة بين البلدين
هذه مقارنة عامة ومرجعية للدولتين:
| وجه المقارنة                                              | بوليفيا                                          | سلوفاكيا                                                       |
| --------------------------------------------------------- | ------------------------------------------------ | -------------------------------------------------------------- |
| المساحة (كم2)                                             | 1.10 مليون                                       | 49.03 ألف                                                      |
| عدد السكان (نسمة)                                         | 11.05 مليون                                      | 5.44 مليون                                                     |
| الكثافة السكانية (ن./كم²)                                 | 10.05                                            | 110.95                                                         |
| العاصمة                                                   | سوكري، لاباز                                     | براتيسلافا                                                     |
| اللغة الرسمية                                             | اللغة الإسبانية، اللغة الأيمرية، كتشوا، غوارانية | اللغة السلوفاكية                                               |
| العملة                                                    | بوليفاريو بوليفي                                 | كرونة سلوفاكية، يورو                                           |
| الناتج المحلي الإجمالي (بليون دولار)                      | 37.51 مليار                                      | 95.77 مليار                                                    |
| الناتج المحلي الإجمالي (تعادل القوة الشرائية) بليون دولار | 74.58 مليار                                      | 162.34 مليار                                                   |
| الناتج المحلي الإجمالي الاسمي للفرد دولار أمريكي          | 3.08 ألف                                         | 16.09 ألف                                                      |
| الناتج المحلي الإجمالي للفرد دولار أمريكي                 | 6.63 ألف                                         | 30.46 ألف                                                      |
| مؤشر التنمية البشرية                                      | 0.662                                            | 0.844                                                          |
| رمز المكالمات الدولي                                      | +591                                             | +421                                                           |
| رمز الإنترنت                                              | .bo                                              | .sk                                                            |
| المنطقة الزمنية                                           | 00                                               | توقيت وسط أوروبا، ت ع م+01:00، ت ع م+02:00، أوروبا/براتيسلافا ‏ |

## منظمات دولية مشتركة
يشترك البلدان في عضوية مجموعة من المنظمات الدولية، منها:
| علم المنظمة | اسم المنظمة                        | تاريخ انضمام بوليفيا | تاريخ انضمام سلوفاكيا |
| ----------- | ---------------------------------- | -------------------- | --------------------- |
|             | الاتحاد البريدي العالمي            | ?                    | ?                     |
|             | مؤسسة التنمية الدولية              | 21 يونيو 1961        | 1993                  |
|             | منظمة حظر الأسلحة الكيميائية       | ?                    | ?                     |
|             | منظمة التجارة العالمية             | 12 سبتمبر 1995       | ?                     |
|             | الأمم المتحدة                      | 14 نوفمبر 1945       | 19 يناير 1993         |
|             | وكالة ضمان الاستثمار متعدد الأطراف | 3 أكتوبر 1991        | 1993                  |
|             | منظمة الشرطة الجنائية الدولية      | ?                    | ?                     |
|             | مؤسسة التمويل الدولية              | 20 يوليو 1956        | 1993                  |
|             | الاتحاد الدولي للاتصالات           | 1 يونيو 1907         | 23 فبراير 1993        |
|             | البنك الدولي للإنشاء والتعمير      | 27 ديسمبر 1945       | 1993                  |
|             | يونسكو                             | 13 نوفمبر 1946       | 9 فبراير 1993         |

## وصلات خارجية
- موقع وزارة الخارجية البوليفية
- موقع وزارة الخارجية السلوفاكية